# ليستير هولت
ليستير هولت (بالإنجليزية: Lester Holt)‏ هو موسيقي ومذيع أخبار وصحفي أمريكي، ولد في 8 مارس 1959 في مقاطعة مارين في الولايات المتحدة.

## وصلات خارجية
- ليستير هولت على موقع IMDb (الإنجليزية)
- ليستير هولت على موقع ألو سيني (الفرنسية)
- ليستير هولت على موقع قاعدة بيانات الأفلام السويدية (السويدية)
- ليستير هولت على موقع إن إن دي بي (الإنجليزية)
- ليستير هولت على موقع قاعدة بيانات الفيلم (الإنجليزية)
- ليستير هولت على موقع كينوبويسك (الروسية)